# Taquaritinga do Norte
Taquaritinga do Norte é um município brasileiro do estado de Pernambuco. Está localizado no Agreste Pernambucano, na microrregião do Alto Capibaribe.
Administrativamente, o município é composto pelo distrito-sede, Gravatá do Ibiapina e Pão de Açúcar  pelos povoados de Vila do Socorro, Jerimum, Mateus Vieira, Placas e Algodão e ainda pelos sítios Açudinho, Silva de Baixo, Silva de Cima, Oití, Tatus, Piolho, Mangas, Espírito Santo, Varzinha, Lagoa do Jucá, Maracajá, Baraúna, Riacho Doce, Pedra Preta, Serra dos Bois, Monteiro e Jaburu.
É conhecida como a "Dália da Serra", por apresentar muitos exemplares desta flor em suas praças. Considerando sua baixa latitude, possui um clima relativamente ameno, com temperatura suavizada pela altitude. A temperatura média anual é de vinte graus centígrados.
Em relação aos biomas, a Caatinga ocupa a totalidade da área do município, sendo que nas áreas de menor altitude, a vegetação apresenta características de mata Hiperxerófila, e nas áreas mais altas do município, a vegetação apresenta características de Brejos de Altitude.
Taquaritinga do Norte também é conhecida como a capital pernambucana do café, sendo responsável por 70% da produção do café arábica do estado, a  altitude, o clima ameno e a vegetação de Mata Atlântica são fatores que contribuem para o cultivo do café. Todos os anos na temporada de inverno é realizado o Festival Café Cultural, em alusão a economia da cidade, atraindo turistas de toda a região.
ECONOMIA
O setor econômico do município é bastante diversificado, com destaque para o turismo, devido ao seu clima ameno em relação as outras cidades da região.
Por estar localizado no polo das confecções de Pernambuco o município destaca-se ainda na produção têxtil, especialmente na área da camisaria, no distrito de Pão de Açúcar, conhecido por ser a capital da camisaria, com centenas de empresas voltadas para o ramo.
TURISMO
Taquaritinga do Norte tem se destacado bastante nos últimos anos em relação ao turismo, principalmente na visitação aos cafezais, aos mirantes, as suas belas praças, sua arquitetura antiga, o turismo religioso, e as trilhas ecológicas.
Pontos turísticos:
- Igreja Matriz de Santo Amaro
- Praças Pe. Otto Sailer e Antônio Pereira
- Açude de Santo Amaro
- Rampa do Pepê
- Mirante do Cristo

SUBDIVISÕES
O município está subdividido em 3 distritos, sede, Gravatá do Ibiapina e Pão de Açúcar. A sede por sua vez está dividida em alguns bairros, são eles:
- Centro
- Brasília
- Marilia
- Beira-rio
- Capibaribe
- Amorim
- São Miguel

## Topônimo
"Taquaritinga" é uma palavra proveniente da língua tupi. Existem duas explicações etimológicas possíveis para ela:
- "taquara pequena e branca", a partir da junção dos termos takwa'ri (taquara pequena)[7] e tinga (branco)[8]
- "rio claro das taquaras", a partir da junção dos termos takwar (taquara),  'y  (rio, água)[9] e tinga (branco)[8]

O seu complemento "do Norte" serve para distingui-la do município de Taquaritinga, no estado de São Paulo.

## História
Conforme Sousa (2022), o seu território abrigou no século XVIII o famoso Mucambo do Cumbe, o qual era composto por índios cariris e escravos que haviam fugido de seus senhores. O Mucambo foi destruído em 1731 por uma incursão militar liderada pelo Clã Oliveira Ledo.
A cidade de Taquaritinga do Norte nasceu em meados do século XVIII. No início do século XIX, era um lugar já populoso, formado por terras pertencentes a dona Maria Ferraz de Brito, a qual dividiu sua propriedade em lotes, o que deu lugar ao desenvolvimento da povoação. Por conta da Lei Provincial 1 895, de 10 de maio de 1887, a sede municipal foi elevada à categoria de cidade. Todo ano, no dia 10 de maio, Taquaritinga comemora a sua emancipação política.

### Cronologia
- a Lei Provincial 1 260, de 26 de maio de 1877, criou a vila de Taquaritinga, pertencente ao município de Limoeiro.
- a Lei Provincial 1 317, de 4 de fevereiro de 1879, criou a vila de Vertentes e transferiu-lhe a comarca anteriormente criada de Taquaritinga, retirando desta a categoria de vila anteriormente recebida.
- a Lei Provincial 1 419, de 27 de maio de 1879, transferiu para Vertentes a sede da freguesia de Taquaritinga.
- a Lei Provincial 1 864, de 5 de maio de 1886, devolveu para Taquaritinga a sede da comarca anteriormente transferida para Vertentes.
- a Lei Provincial 1 895, de 10 de maio de 1887, elevou à categoria de cidade a vila de Taquaritinga. O município foi constituído em 16 de novembro de 1892.[11]

Galeria de prefeitos
- Antônio Andrade 1955-1962

- Antônio Lucena 1962-1973
- Benedito Silvano 1973-1975
- Amaro Gualberto 1976-1977
- José Holanda (Deda) 1977-1983
- Jarbas Pinto 1983-1985
- Jânio Arruda 1985-1992
- Erivaldo Araújo 1992-1996
- Jânio Arruda 1996-2000
- José Pereira Coelho (Zeca) 2000-2007
- Jânio Arruda 2007-2008
- Evilásio Araújo 2008-2017
- Ivanildo Mestre Bezerra (Lero) 2017-2025
- Genivaldo Ferreira Lins (Gena) 2025-2028 (Atuante)